# 873
873 (DCCCLXXIII) je bilo navadno leto, ki se je po julijanskem koledarju začelo na četrtek.

## Dogodki
- 1. januar

## Smrti
- al-Kindi, arabski filozof, učenjak, matematik, (* 801)